# Мытная улица
Мы́тная у́лица — улица в Москве, расположенная в районах Замоскворечье, Якиманка и Даниловском районе. Берёт начало от Калужской площади, заканчивается на площади Серпуховской заставы.

## История
В XVIII веке здесь находился Мытный животинный двор, где взимался мыт (пошлина) за пригнанный на продажу в город скот.
В 2015 году на Мытной улице в рамках программы «Моя улица» были благоустроены прогулочные дорожки, парковые зоны, газоны, клумбы, появились деревья, было установлено дополнительное освещение. Также по проезжей части разметили 3,9 км велодорожек.

## Примечательные здания и сооружения
- № 3 — здание, в котором располагаются посольства Черногории, Албании, Зимбабве, Уругвая, Сальвадора, Мозамбика и Йемена. Ранее здесь также располагалось посольство Бахрейна.
- № 12 — здание электростанции Замоскворецкого трамвайного депо (1910, архитектор М. Н. Глейнинг)[5]
- № 23, 25, 27 — Жилые дома фабрики «Гознак» (1926, 1936, архитекторы Н. М. Курочкин, Н. А. Алексеев)[6][7]. В доме № 23, корпус 1 жил историк А. Г. Тартаковский[8]
- № 48 — жилой дом (1932, архитекторы В. Можаев, Родионов)[5][6]
- № 50 — жилой дом (1930, архитектор В. Можаев)[5]
- № 52 — жилой дом (1930, архитектор А. Аронов)[6]

## Индексы
- 119049: (3 стр. 2, 7 стр. 5, 1 стр. 1, 3, 12, 16 стр. 1, 18, 18 стр. 2, 22 стр. 1, 24, 28 стр. 1, 28 стр. 3, 28 стр. 5, 40 стр. 1, 40 стр. 2, 40 стр. 3, 40 стр. 4, 40 стр. 5)
- 115162: (13 стр. 1, 13 стр. 2, 13 стр. 3, 13 стр. 4, 13 стр. 6, 13 стр. 7, 13 стр. 8, 13 стр. 8А, 13 стр. 11, 13 стр. 13, 44, 44 стр. 1, 44 стр. 2, 44 стр. 10, 44 стр. 12, 44 стр. 13, 44 стр. 14, 46 стр. 6, 46/2 стр. 1, 46/2 стр. 3, 46/2 стр. 5, 17, 19, 21, 23, 23 стр. 3, 23 к1, 23 к1 стр. 2, 23 к3, 23к6, 23к9, 25, 25к1, 27, 27к1, 48, 48/50, 50, 50 стр. 2, 50 стр. 3, 50 к3, 52, 54, 56, 58, 58 стр. 2, 60)
- 115191: (62, 66, 74, 74 стр. 3, 74 стр. 7)

## Транспорт
По улице организовано одностороннее движение автомобильного транспорта в сторону центра Москвы, с полосой встречного движения общественного транспорта.
От Садового кольца до проезда Апакова участок с двусторонним движением.
Общественный транспорт:
- Автобусы: с910; м90, 121, н16.